# Preben Munthe
Preben Hempel Munthe (15. oktober 1922 i Oslo – 3. januar 2013) var en norsk professor.
Munthe blev cand.oecon. fra Universitetet i Oslo i 1946 og dr.oecon. fra Norges handelshøgskole i 1961. Han blev docent ved NHH i 1956 og professor i distributionsøkonomi ved Økonomisk institutt ved Universitetet i Oslo i 1961. Munthe var riksmeklingsmann fra 1965 til 1974.  
Munthe var formand for Studentersamfunnet i Bergen 1948-49. Han havde en række bestyrelsesposter indenfor det offentlige og i erhvervslivet. Han var blandt andet bestyrelsesformand for Norsk Hydro (1974–77), Freia (1978-?) og Aschehoug (1979-?) og bestyrelsesmedlem i IBM, Bergen Bank og Nora Industrier.
Munthe blev i 1971 udnævnt til kommandør af Sankt Olavs Orden.